# Atala Green
Il Green era un ciclomotore prodotto negli anni novanta dall'Atala.

## Descrizione
Sin dalla sua presentazione si è distinto per la semplicità meccanica: il suo motore da 49cm³ a due tempi (funzionante con miscela olio-benzina al 2%) ne consentiva l'uso ai quattordicenni.
Come nel caso del Califfone, aveva un telaio a "tubone" e montava un motore della Rizzato tipo 122 C con manutenzione semplificata e meccanica molto simile a quella del Piaggio Ciao. Da quest'ultimo si differenziava per la mancanza dei pedali e, di conseguenza, per l'avviamento che, nel caso del Green, era a pedivella. I freni erano entrambi a tamburo. Il Green montava alcuni pezzi in plastica, ad esempio il faro anteriore, entrambi i parafanghi e altri pezzi.
L'Atala ha prodotto due versioni di questo modello: monomarcia automatico e bimarcia automatico.